# Rules of the Road
Rules of the Road — студийный альбом американской певицы Аниты О’Дэй, записанный и выпущенный в 1993 году на лейбле Pablo Records. На этой сессии О’Дэй впервые за много лет воссоединяется с биг-бэндом, а также с Бадди Брегманом, который продюсировал её первую запись Verve Anita в 1956 году.

## Отзывы критиков
| Оценки критиков                            | Оценки критиков |
| Источник                                   | Оценка          |
| ------------------------------------------ | --------------- |
| AllMusic                                   | [ 1 ]           |
| Encyclopedia of Popular Music              | [ 2 ]           |
| MusicHound Jazz: The Essential Album Guide | [ 3 ]           |
| The Penguin Guide to Jazz                  | [ 4 ]           |
| The Rolling Stone Jazz & Blues Album Guide | [ 5 ]           |

В AllMusic поставили альбому только одну звезду из пяти, а вот рецензент Рон Уинн написал следующее: «Её голос стал глубже и, возможно, несколько утратил диапазон и блеск в верхнем регистре, но в остальном она такой же прекрасный стилист, как и прежде. Хронометраж, ритм и подача О’Дэй в этих 14 номерах впечатляют; она создаёт напряжение, позволяет группе заполнить пробелы и знает, какие слова подчеркнуть, растянуть или смягчить. Аранжировки Брегмана позволяют группе оставаться в авангарде, не ставя под угрозу вокал О’Дэй. Возможно, это консервативный материал, но он выполнен в молодёжной, яркой манере».
Рецензент Stereo Review Крис Альбертсон отозвался об альбоме так: «К сожалению, это ностальгическое мероприятие больно слушать. У О’Дэй проблемы с дыханием, и её голос дрожит так, как, должно быть, боятся все певицы. То тут, то там мелькает старая Анита О’Дэй, но остальное — сущая пытка, особенно когда мы знаем, какой ослепительной она была раньше». Музыкальный критик Уилл Фридуолд также заявил, что альбом стал самым большим разочарованием из-за аранжировок, в которых дирижёр не оставил места для вокалиста.

## Список композиций
1. «Rules of the Road» (Сай Коулман, Кэролин Ли) — 3:29
2. «Black Coffee / Detour Ahead» (Сонни Берк, Пол Фрэнсис Уэбстер / Лу Картер, Херб Эллис, Джонни Фриго) — 5:18
3. «Shaking the Blues Away» (Ирвинг Берлин) — 3:43
4. «Music That Makes Me Dance» (Боб Меррилл, Джул Стайн) — 5:40
5. «As Long as There’s Music» (Сэмми Кан, Джул Стайн) — 4:11
6. «Sooner or Later» (Фред Эбб, Стивен Сондхайм) — 5:00
7. «What Is a Man?» (Лоренц Харт, Ричард Роджерс) — 3:28
8. «Here’s That Rainy Day» (Джонни Берк, Джимми Ван Хьюзен) — 4:40
9. «It’s You or No One» (Cahn, Джул Стайн) — 5:15
10. «I Told Ya I Love Ya, Now Get Out» (Лу Картер, Херб Эллис, Джонни Фриго) — 3:48
11. «Didn’t We?» (Джимми Уэбб) — 4:41
12. «Nobody Does It Better» (Марвин Хамлиш, Кэрол Байер-Сейджер) — 5:13
13. «Soon It’s Gonna Rain» (Том Джонс, Харви Шмидт) — 4:44
14. «The Lonesome Road» (Джин Остин, Натаниэль Шилкрет) — 5:23

## Участники записи
- Аранжировка — Бадди Брегман
- Бас-гитара — Трей Генри
- Вокал — Анита О’Дэй
- Дирижёр — Бадди Брегман
- Продюсер — Бадди Брегман
- Саксофон, кларнет — Брайан Уильямс, Джерри Пинтер, Пит Кристлиб
- Саксофон, флейта, кларнет — Дэнни Хаус, Сэл Лозано
- Тромбон — Алекс Айлз, Энди Мартин, Боб Эневольдсен, Боб Макчесни, Боб Сандерс, Стэн Мартин
- Труба — Джек Шелдон, Рон Кинг, Рон Стаут, Стэн Мартин, Уэйн Бержерон
- Ударные — Рэй Бринкер
- Фортепиано — Кристиан Джейкоб